# Odesia holubi
Odesia holubi är en stekelart som beskrevs av Josef Fahringer 1928. Odesia holubi ingår i släktet Odesia och familjen bracksteklar. Inga underarter finns listade i Catalogue of Life.